# Interclubs 2007/08
Die Interclubs 2007/08 war die belgische Mannschaftsmeisterschaft im Schach.
Meister wurde der Aufsteiger Vliegend Peerd Bredene, während sich der Titelverteidiger Cercle Royal des Echecs de Liège et Echiquier Liègeois mit dem sechsten Platz begnügen musste. Aus der Division 2 war neben Bredene der Brussels Chess Club aufgestiegen. Auch dieser erreichte den Klassenerhalt, während die zweite Mannschaft des KSK 47 Eynatten und Boey Temse abstiegen.
Zu den gemeldeten Mannschaftskadern siehe Mannschaftskader der Interclubs 2007/08.

## Spieltermine
Die Wettkämpfe wurden am 7. und 21. Oktober, 4. und 18. November, 2. Dezember 2007, 6. und 20. Januar, 10. und 17. Februar, 2. und 16. März 2008 gespielt und fanden dezentral bei den beteiligten Vereinen statt.

## Modus
Die zwölf teilnehmenden Mannschaften spielten ein einfaches Rundenturnier. Über die Platzierung entschied zunächst die Anzahl der Brettpunkte (drei Punkte für einen Sieg, zwei Punkte für ein Remis, ein Punkt für eine Niederlage, kein Punkt für eine kampflose Niederlage) und dann die Zahl der Mannschaftspunkte (ein Punkt für einen Mannschaftssieg, ein halber Punkt für ein Unentschieden, kein Punkt für eine Niederlage).

## Abschlusstabelle
| Pl. | Verein                                                     | Sp | G | U | V  | Brett-P. | MP       |
| --- | ---------------------------------------------------------- | -- | - | - | -- | -------- | -------- |
| 01. | Vliegend Peerd Bredene (N)                                 | 11 | 8 | 3 | 0  | 209      | 9,5:1,5  |
| 02. | KSK Rochade Eupen-Kelmis                                   | 11 | 9 | 1 | 1  | 197      | 9,5:1,5  |
| 03. | Cercle des Echecs de Charleroi                             | 11 | 8 | 1 | 2  | 196      | 8,5:2,5  |
| 04. | KSK 47 Eynatten I. Mannschaft                              | 11 | 6 | 1 | 4  | 184      | 6,5:4,5  |
| 05. | Koninklijke Gentse Schaakkring Ruy Lopez                   | 11 | 5 | 2 | 4  | 176      | 6:5      |
| 06. | Cercle Royal des Echecs de Liège et Echiquier Liègeois (M) | 11 | 3 | 3 | 5  | 173      | 4,5:6,5  |
| 07. | Koninklijke Brugse Schaakkring                             | 11 | 4 | 3 | 4  | 172      | 5,5:5,5  |
| 08. | Brussels Chess Club (N)                                    | 11 | 4 | 0 | 7  | 168      | 4:7      |
| 09. | Royal Namur Echecs                                         | 11 | 5 | 0 | 6  | 164      | 5:6      |
| 10. | Borgerhoutse SK                                            | 11 | 4 | 1 | 6  | 162      | 4,5:6,5  |
| 11. | KSK 47 Eynatten II. Mannschaft                             | 11 | 1 | 2 | 8  | 158      | 2:9      |
| 12. | Boey Temse                                                 | 11 | 0 | 1 | 10 | 145      | 0,5:10,5 |

### Entscheidungen
|     | Belgischer Meister: Vliegend Peerd Bredene                              |
|     | Absteiger in die Division 2: KSK 47 Eynatten II. Mannschaft, Boey Temse |
| (M) | Meister der letzten Saison                                              |
| (N) | Aufsteiger der letzten Saison                                           |

## Kreuztabelle
| Ergebnisse | Ergebnisse                                             | 01. | 02. | 03. | 04. | 05. | 06. | 07. | 08. | 09. | 10. | 11. | 12. |
| ---------- | ------------------------------------------------------ | --- | --- | --- | --- | --- | --- | --- | --- | --- | --- | --- | --- |
| 01.        | Vliegend Peerd Bredene                                 |     | 16  | 20  | 17  | 16  | 16  | 21  | 20  | 20  | 20  | 22  | 21  |
| 02.        | KSK Rochade Eupen-Kelmis                               | 16  |     | 19  | 19  | 18  | 17  | 15  | 18  | 19  | 19  | 20  | 17  |
| 03.        | Cercle des Echecs de Charleroi                         | 12  | 13  |     | 20  | 19  | 18  | 16  | 19  | 21  | 20  | 20  | 18  |
| 04.        | KSK 47 Eynatten I. Mannschaft                          | 15  | 13  | 12  |     | 20  | 16  | 18  | 19  | 15  | 17  | 17  | 22  |
| 05.        | Koninklijke Gentse Schaakkring Ruy Lopez               | 16  | 14  | 13  | 12  |     | 17  | 15  | 19  | 17  | 16  | 20  | 17  |
| 06.        | Cercle Royal des Echecs de Liège et Echiquier Liègeois | 16  | 15  | 14  | 16  | 15  |     | 16  | 17  | 15  | 18  | 10  | 21  |
| 07.        | Koninklijke Brugse Schaakkring                         | 11  | 17  | 16  | 13  | 17  | 16  |     | 13  | 20  | 14  | 16  | 19  |
| 08.        | Brussels Chess Club                                    | 12  | 14  | 13  | 13  | 13  | 15  | 19  |     | 15  | 19  | 17  | 18  |
| 09.        | Royal Namur Echecs                                     | 12  | 13  | 11  | 16  | 15  | 17  | 12  | 17  |     | 13  | 18  | 20  |
| 10.        | Borgerhoutse SK                                        | 12  | 13  | 12  | 15  | 16  | 14  | 18  | 9   | 19  |     | 16  | 18  |
| 11.        | KSK 47 Eynatten II. Mannschaft                         | 9   | 12  | 12  | 15  | 12  | 22  | 16  | 15  | 14  | 15  |     | 16  |
| 12.        | Boey Temse                                             | 11  | 15  | 14  | 10  | 15  | 11  | 13  | 14  | 12  | 14  | 16  |     |

## Die Meistermannschaft
| 1.            | Vliegend Peerd Bredene |
| Schachfiguren | Jewhen Miroschnytschenko, Daniel Fridman, Gabriel Sarkissjan, Serhij Fedortschuk, Michael Roiz, Wiktor Michalewski, Wadym Malachatko, Mychajlo Brodskyj, Vitali Golod, Stanislaw Sawtschenko, Heorhij Tymoschenko, Levente Vajda, Attila Czebe, József Pintér, Albert Bokros, Mher Howhannisjan, Wladimir Lasarew, Alexander Aljonkin, Anna Zozulia, Szidónia Vajda, Theo Hommeles, Marcel Roofthoofd, Tanguy Ringoir, Linton Donovan, Marc Daels. |